# Guaraní (moneda)
El guaraní (, ₲ o Gs.) es la moneda de curso legal actual de la República del Paraguay desde 1943.
Cada guaraní se divide en 100 céntimos, sin embargo, debido a la inflación, los céntimos ya no se utilizan. Su código ISO 4217 es PYG. El símbolo del guaraní es «» o «₲», pero en la vida cotidiana, y debido a la limitación de algunos sistemas operativos que no incluyen el símbolo real de la moneda, son utilizados los símbolos «Gs.», «G.», etc. Su plural es guaraníes

## Historia

### Inicios
El 5 de octubre de 1943, el Decreto ley n.º 655 del gobierno de Higinio Morínigo establece el «Régimen Monetario Orgánico de la República del Paraguay», cuyas finalidades fundamentales entre otras eran, instituir una nueva unidad monetaria a fin de asegurar la estabilidad, fortalecerla y reafirmar la independencia y soberanía monetaria, reemplazando al peso paraguayo. 
Cada guaraní equivalía a 100 pesos paraguayos en ese entonces. En ese contexto, el entonces Banco de la República del Paraguay, actualmente Banco Central del Paraguay, determinó los materiales, el diseño, las leyendas y demás características de los billetes y las monedas.
Se instituyó el nombre de «guaraní» para la nueva unidad monetaria creada, siendo dividido en 100 partes iguales, denominados céntimos. Los billetes y monedas con la nueva denominación se encuentran en circulación desde el año 1944 hasta nuestros días. Cabe señalar que la primera emisión (año 1944), correspondió al Banco del Paraguay. 
A partir del año 1952, con la creación del Banco Central del Paraguay, por Decreto Ley Nº18 del 25 de marzo de 1952, la emisión de billetes fueron ya efectuadas por el propio Banco Central del Paraguay. En la actualidad las emisiones se efectúan en virtud de la Ley 489/95, Orgánica del Banco Central del Paraguay, del 29 de junio de 1995.

### Actualidad
En 1998 se emitieron los primeros billetes de 100 000 guaraníes, siendo este el actual billete de mayor valor. En aquel entonces, este billete valía unos 40 USD aproximadamente. Para principios del año 2020, este billete valía aprox. 16 dólares estadounidenses (USD) o 14 euros, lo que denota la devaluación de la moneda en las últimas décadas.[cita requerida]
En el siglo XXI, empezaron a emitirse las primeras monedas de 1000 guaraníes en 2006 (reemplazando así al billete del mismo valor años después). Así mismo, se emitieron por primera vez los billetes de 20 000 guaraníes en 2005, y los primeros billetes de 2000 guaraníes en 2008 (de polímero). En 2006 se acuñaron nuevas monedas de 50, 100, 500 y 1000 guaraníes, de diferentes tamaños, todas de níquel y acero. Salieron a circulación en 2007 y siguen vigentes hasta ahora.
Las monedas de 1, 5 y 10 guaraníes eran ya muy raras y de escasa circulación hacia principios de los años 2000, debido a su extremo bajo valor, y actualmente están fuera de circulación legal (desmonetizadas recién en 2011). Desde 2011 fueron desmonetizadas y ya no tienen más validez las monedas emitidas antes de 2006, ni los billetes de 1000 ₲. También se destaca el cambio de diseño del billete de 50 000 guaraníes, del 'Soldado Paraguayo' (series A, B) por la figura de Agustín Pío Barrios (series D en adelante) en 2007, debido al robo de billetes de 50 000 Gs. -serie C 2005- antes de entrar en circulación. Debido a esto, los billetes de 50 000 ₲ con la imagen del soldado paraguayo (series A, B, C), fueron desmonetizadas a finales de 2009, quedando vigentes solo aquellos billetes con la imagen de Agustín Pío Barrios.
Según datos del Banco Central del Paraguay, en enero de 2002 los billetes de alta denominación (Gs.100 000 y Gs.50 000) correspondían al 25% del total de billetes circulantes en el país, siendo mayoría los billetes de baja y media denominación; mientras que para enero de 2012 correspondía en un 42%, siendo ya mayoría los billetes de alta denominación. Así mismo, la cantidad de billetes se duplicó en diez años, pasando de 63 millones de unidades en 2002 a más de 157 millones en 2012. 
Para julio de 2017, la cantidad de billetes circulantes ascendía a 206 millones, mientras que las monedas totalizaban 498 millones de unidades, ascendiendo en total a la cifra de 704 millones de unidades, equivalentes a Gs.10,5 mil millones (USD 1896 millones) entre billetes y monedas. El billete de mayor circulación es el Gs.100.000 con 85,4 millones de unidades. La moneda de mayor circulación es el Gs.100 con 159,9 millones de unidades.

## Evolución del tipo de cambio
En los primeros años de vida del guaraní, existían los céntimos y los billetes de hasta 1000 guaraníes, que eran los de mayor valor. El dólar cotizaba los 120 guaraníes por unidad durante los años 60 hasta casi mediados de los años 80, cuando los céntimos ya se dejaban de utilizar por la inflación que vendría los años siguientes. En la última mitad de la década de los 80's, se dio un pico de inflación, en el que el guaraní paso a cotizar de 120 guaraníes por dólar hasta superar 1000 guaraníes por dólar.
Durante la década de 1990, el dólar cotizaba entre los 1000 y 3000 guaraníes, hasta que a comienzos del nuevo milenio, se dio nuevamente otro pico de inflación, en el durante la crisis económica de los años 2002-2003, el dólar superó los 7000 guaraníes por unidad, cotización que hasta el día de hoy no se volvió a alcanzar. Desde la década de los 2000 hasta la última década, el dólar se mantiene entre los 4000 y 6000 guaraníes en promedio.
En la última década, la cotización más baja alcanzada fue de Gs. 3719 por dólar en agosto de 2011, la cotización más baja desde el año 2001, debajo del umbral de los 4000 guaraníes por dólar, que no se volvió a repetir desde entonces. La cotización volvió a superar los 6000 guaraníes por dólar en el mes de octubre de 2018, cotización que no se superaba más desde el mes de enero de 2006.
Desde finales del año 2018 hasta la actualidad, el dólar cotiza por encima de los 6000 guaraníes (en promedio). Durante la Pandemia de coronavirus, en el segundo semestre del año 2020, el dólar rondó los 7000 guaraníes, llegando cerca de los niveles históricos de hace casi veinte años.

## Posibles proyectos a largo plazo

### Eliminación de los ceros
En 2009, se planificó que se eliminarían los tres ceros al guaraní, y que circularían con el prefijo «nuevo guaraní», para poder facilitar las transacciones monetarias. 
Las actuales monedas de 50, 100 y 500 guaraníes se convertirían en 5, 10 y 50 céntimos respectivamente, y la moneda de 1000 guaraníes, los billetes de 2000, 5000, 10 000, 20 000, 50 000 y 100 000 se convertirían en 1, 2, 5, 10, 20, 50 y 100 nuevos guaraníes, respectivamente. Luego de unos años de haberse lanzado el «nuevo guaraní», el nombre cambiaría y volvería a llamarse solamente «guaraní».

### Billetes de mayor valor
En 2013, salió a luz un proyecto contradictorio a lo que era la eliminación de los ceros al guaraní; el seguir con la misma moneda actual e imprimir billetes de 200.000 e inclusive de 500.000 guaraníes. El objetivo de este proyecto sería el de reducir la cantidad de papel moneda en circulación para determinadas transacciones.
Actualmente ambos proyectos están suspendidos, se dio un plazo de entre 5 y 10 años para determinar la ejecución de uno de los dos proyectos.

### Nueva serie de billetes
Mediante resolución 6, del 5 de octubre de 2022 el directorio del Banco central del Paraguay autorizó el llamado para licitación pública internacional para contratar el servicio de diseño y fabricación de la nueva familia de billetes del guaraní. esta  fue adjudicó a firma francesa Oberthur, los nuevos diseños del reverso de la nueva familia incluirán las diferentes eco-regiones del país, pero se mantendrán los diseños de los personajes históricos en la parte frontal.
Los nuevos billetes tendrán tamaños diferentes, El nuevo diseño del billete de 10.000 guaraníes será en polímero, así como los actuales billetes de 2.000 y 5.000.

## Monedas
Entre 1943 y 1975 se utilizaban las monedas de 1, 5, 10, 25 y 50 céntimos. Sin embargo, debido a la inflación, en 1975 se empezaron a acuñar los primeros guaraníes en forma de moneda. 
Las monedas acuñadas entre 1975 y 2005 estaban hechas generalmente de latón, y las más antiguas de acero. Sin embargo en 2011 fueron desmonetizadas y solo siguen en circulación las actuales monedas acuñadas de acero macizo y cobertura de níquel, de diferentes tamaños (siendo el más pequeño el de 50 Gs. y el más grande el de 1000 Gs.) emitidas desde el año 2006 hasta la actualidad.
En negrita, los que siguen en circulación.
| Denominación           | Denominación   | Anverso                         | Reverso                        | Diámetro (mm) | Peso (g) | Imagen |
| Numérica               | Idioma guaraní | Anverso                         | Reverso                        | Diámetro (mm) | Peso (g) | Imagen |
| ---------------------- | -------------- | ------------------------------- | ------------------------------ | ------------- | -------- | ------ |
| 1 ₲ (1975-1993)        | Peteĩ Guaraní  | Soldado paraguayo               | Soja                           | 18            | 2        |        |
| 5 ₲ (1975-1993)        | Po Guaraní     | Mujer paraguaya                 | Algodón                        | 21            | 3,8      |        |
| 10 ₲ (1975-1996)       | Pa Guaraní     | Gral. Eugenio A. Garay          | Ganado vacuno                  | 22            | 4,5      |        |
| 50 ₲ (1975-presente)   | Po Pa Guaraní  | Mcal. José Félix Estigarribia   | Represa del Acaray             | 19            | 1        |        |
| 100 ₲ (1990-presente)  | Sa Guaraní     | Gral. José Eduvigis Díaz        | Ruinas de Humaitá              | 21            | 3,73     |        |
| 500 ₲ (1997-presente)  | Po Sa Guaraní  | Gral. Bernardino Caballero      | Banco Central del Paraguay     | 23            | 4,75     |        |
| 1000 ₲ (2006-presente) | Su Guaraní     | Mariscal Francisco Solano López | Panteón Nacional de los Héroes | 25            | 6        |        |

## Billetes
Durante varias series, los billetes tenían diseños diferentes a los actuales, por ejemplo anteriormente el escudo de la nación se situaba en el centro de los billetes. Con el tiempo se añadió la leyenda "mil" a los costados en vez de los ceros, fueron agregándose figuras para no videntes y otros sistemas de seguridad más modernos.
- En 1963 se empezaron a emitir los billetes en tamaño uniforme (15,5 x 6,7 cm).
- En 1979 se empezaron a emitir los primeros billetes bilingües (leyendas en español y guaraní).
- En 2007 se emitieron los primeros billetes con la imagen de Agustín Pío Barrios de 50 000 Gs. (series D para delante), abandonando el diseño del soldado paraguayo de las primeras series (A y B), debido al secuestro de billetes de 50 000 Gs. de la serie C 2005 antes de entrar en circulación.
- En 2008 se emitieron los primeros billetes de 2000 Gs., que eran de polímero (plástico), y en 2011 se empezaron a emitir también los primeros billetes de polímero de 5000 Gs.

En negrita, los que siguen en circulación.
| Denominación              | Denominación        | Color principal (última serie) | Anverso                              | Reverso                                   | Series emitidas | Series con curso legal | Series con curso legal | Anverso (Última Edición) |
| Denominación              | Denominación        | Color principal (última serie) | Anverso                              | Reverso                                   | Series emitidas | Uso limitado           | Uso común              | Anverso (Última Edición) |
| Numérica                  | Idioma guaraní      | Color principal (última serie) | Anverso                              | Reverso                                   | Series emitidas | Uso limitado           | Uso común              | Anverso (Última Edición) |
| ------------------------- | ------------------- | ------------------------------ | ------------------------------------ | ----------------------------------------- | --------------- | ---------------------- | ---------------------- | ------------------------ |
| 1 ₲ (1943-1975)           | Peteĩ Guaraní       | Verde                          | Soldado paraguayo                    | Palacio Legislativo                       | A               | -                      | -                      |                          |
| 5 ₲ (1943-1975)           | Po Guaraní          | Negro                          | La Mujer paraguaya                   | Hotel Guaraní                             | A               | -                      | -                      |                          |
| 10 ₲ (1943-1975)          | Pa Guaraní          | Granate                        | Gral. Eugenio A. Garay               | Puente de la Amistad                      | A               | -                      | -                      |                          |
| 50 ₲ (1943-1975)          | Po Pa Guaraní       | Marrón                         | Mariscal José F. Estigarribia        | Ruta Transchaco                           | A               | -                      | -                      |                          |
| 100 ₲ (1943-1990)         | Sa Guaraní          | Verde                          | Gral. José Eduvigis Díaz             | Ruinas de Humaitá                         | A               | -                      | -                      |                          |
| 500 ₲ (1943-1997)         | Po Sa Guaraní       | Turquesa                       | Gral. Bernardino Caballero           | Flota Mercante del Estado                 | A               | -                      | -                      |                          |
| 1000 ₲ (1943-2006)        | Su Guaraní          | Morado                         | Mcal. Francisco Solano López         | Panteón Nacional de los Héroes            | A-D             | -                      | -                      |                          |
| 2000 ₲ (2008-presente)    | Mokõi Su Guaraní    | Violeta                        | Adela y Celsa Speratti               | Desfile estudiantil                       | A-E             | A                      | B, C, D, E             |                          |
| 5000 ₲ (1963-presente)    | Po Su Guaraní       | Salmón                         | Don Carlos Antonio López             | Palacio de los López                      | A-J             | C, D, E, F             | G, H, I, J             |                          |
| 10 000 ₲ (1963-presente)  | Pa Su Guaraní       | Marrón                         | Dr. José Gaspar Rodríguez de Francia | Escena del 14 de mayo de 1811             | A-K             | B, C, D, E, F          | G, H , I, J, K         |                          |
| 20 000 ₲ (2005-presente)  | Mokõi Pa Su Guaraní | Celeste                        | La Mujer Paraguaya                   | Banco Central del Paraguay                | A-I             | A, B, C, D             | E, F, G, H, I          |                          |
| 50 000 ₲ (1990-presente)  | Po Pa Su Guaraní    | Beige                          | Agustín Pío Barrios                  | Mangore - Guitarra de Agustín Pío Barrios | A-K             | D, E, F                | G, H, I, J, K          |                          |
| 100 000 ₲ (1998-presente) | Sa Su Guaraní       | Verde                          | San Roque González de Santa Cruz     | Represa de Itaipú                         | A-K             | A, B, C, D, E, F       | G, H, I, J, K          |                          |

## Reconversión de monedas en países latinoamericanos
La moneda latinoamericana en la historia al igual que en otros países le han sido eliminado ceros a causa de la reconversión de su moneda así como también ha sufrido cambios de nombres en su unidad monetaria.
- Argentina:[15]
  - 1970, dos ceros.
  - 1983, cuatro ceros.
  - 1985, tres ceros.
  - 1992, cuatro ceros.
- Bolivia:[15]
  - 1963, tres ceros (peso boliviano).
  - 1987, seis ceros (boliviano).
- Brasil:[15]
  - 1942, tres ceros. (Cruzeiro antiguo)
  - 1967, tres ceros. (Cruzeiro nuevo)
  - 1986, tres ceros. (Cruzado)
  - 1989, tres ceros. (Cruzado novo)
  - 1990, tres ceros. (Tercer cruzeiro)
  - 1993, tres ceros. (Cruzeiro real)
  - 1994. (Real brasileño)
- Chile:[15]
  - 1960, tres ceros.
  - 1975, tres ceros.
- Perú:[15]
  - 1985, tres ceros. (inti)
  - 1991, seis ceros. (sol)
- Uruguay:[15]
  - 1973, tres ceros.
  - 1993, tres ceros.
- Venezuela:[15]
  - 2008, tres ceros. (bolívar fuerte)
  - 2018, cinco ceros. (bolívar soberano)
  - 2021, seis ceros. (bolívar digital)[16]